# Ophelimus
Ophelimus is een geslacht van vliesvleugeligen uit de familie Eulophidae. De wetenschappelijke naam van dit geslacht is voor het eerst geldig gepubliceerd in 1844 door Haliday.

## Soorten
Het geslacht Ophelimus omvat de volgende soorten:
- Ophelimus acuminatus (Girault, 1915)
- Ophelimus aeneipes (Girault, 1913)
- Ophelimus aeneoviridis (Girault, 1925)
- Ophelimus auripes (Girault, 1913)
- Ophelimus australia (Girault, 1916)
- Ophelimus bellus (Girault, 1915)
- Ophelimus citritibiae (Girault, 1928)
- Ophelimus consobrinus (Girault, 1913)
- Ophelimus dei (Girault, 1926)
- Ophelimus depressus (Girault, 1929)
- Ophelimus dryas (Girault, 1934)
- Ophelimus dubius (Girault, 1913)
- Ophelimus eucalypti (Gahan, 1922)
- Ophelimus faunus (Girault, 1929)
- Ophelimus femoratus (Girault, 1934)
- Ophelimus filia (Girault, 1913)
- Ophelimus flavipes (Girault, 1913)
- Ophelimus funeralis (Girault, 1934)
- Ophelimus gemma (Girault, 1921)
- Ophelimus globulus (Girault, 1934)
- Ophelimus globus (Girault, 1913)
- Ophelimus hawaiiensis Ashmead, 1901
- Ophelimus hegeli (Girault, 1915)
- Ophelimus helena (Girault, 1913)
- Ophelimus immaculatipennis (Girault, 1913)
- Ophelimus julietta (Girault, 1934)
- Ophelimus listzi (Girault, 1934)
- Ophelimus magniventris (Girault, 1913)
- Ophelimus martialis (Girault, 1934)
- Ophelimus maskelli (Ashmead, 1900)
- Ophelimus multifasciatus (Girault, 1915)
- Ophelimus nigriclava (Girault, 1923)
- Ophelimus nubilipennis (Girault, 1915)
- Ophelimus nuptus (Girault, 1928)
- Ophelimus oviparopsis (Girault, 1934)
- Ophelimus prymno (Walker, 1839)
- Ophelimus purpureiventris (Girault, 1916)
- Ophelimus purpureus (Girault, 1913)
- Ophelimus reticulatus (Girault, 1913)
- Ophelimus sabella (Walker, 1839)
- Ophelimus sarah (Girault, 1929)
- Ophelimus splendoriferellus (Girault, 1913)
- Ophelimus tamasesius (Girault, 1934)
- Ophelimus tassoni (Girault, 1922)
- Ophelimus thaelmanni (Girault, 1934)
- Ophelimus truncatus (Girault, 1934)
- Ophelimus ursidius (Walker, 1839)
- Ophelimus vannius (Walker, 1839)
- Ophelimus violescens (Dodd, 1915)
- Ophelimus viridis (Girault, 1913)
- Ophelimus zealandicus (Ashmead, 1904)